# Tianzhang (meteoryt)
Tianzhang (inna nazwa: Tianchang) – meteoryt kamienny należący do chondrytów oliwinowo-bronzytowych H 5, spadły w 28 stycznia 1986 roku w chińskiej prowincji Anhui. Spadek meteorytu Tianzhang nastąpił około godziny 17.00 czasu lokalnego. Z miejsca spadku pozyskano 2,23 kg materii meteorytowej.